# Фернбахов дворац у Алекси Шантићу
Фернбахов дворац у Алекси Шантићу, насељеном месту на територији града Сомбора, подигнут је 1906. године и представља непокретно културно добро као споменик културе.
Дворац кога зову још Баба Пуста подигао је 1906. године за своје потребе Карољ Фернбах, велики бачкободрошки жупан и један од најбогатијих индустријалаца и трговаца житом у јужној Аустроугарској. по пројекту Ференца Рајхла у стилу бечке сецесије.

## Архитектура дворца
Дворац у својој основи, по пројекту Ференца Рајхла у стилу бечке сецесије, грађен је као репрезентативна породична зграда за оно време. Лоциран је у средишту некада уређеног парка по принципу енглеских вртова, са акцентованом улазном фасадом са портиком и бочно постављеном четвртастом кулом звонаром. На задњој страни зграде доминирала је полукружна тераса са балконом на спрату и приземљу која је повезана степеницама са парком. У просторије на спрату се улазило из ходника, простране галерије до које су некада водиле мермерне степенице.
С посебном пажњом пројектована је мала породична капела, у непосредној близини дворца. Урађена је са полукружним апсидом и калотом, осликаном анђелима. Архитекта је ускладио тада актуелна сецесијска начела са потребама власника.

## Девастирање дворца
Данас је дворац у великој мери девастиран, чијем пропадању доприноси развлачење грађевинског материјала. Са половине дворца је нестао кров, док је ентеријер који је некада је био обогаћен мермером, дрветом, стаклом, лустерима, каминима и репрезентативни комадима стилског намештаја уништен или је нестао. Иста судбина задесила је и иконе, некада утиснуте у зид ходника који води у капелу.
Парк око дворца који се простирао на десет хектара, данас је непрепознатљив, где је већина од 165 врста репрезентативног биља нестала или је зарасла.